# 卓弥·释迦益希
卓弥·释迦益希（藏語：འབྲོ་མི་ཤཀྱ་ཡེ་ཤེས་，威利转写：'bro mi shakya ye shes，994年—1078年），又称为卓弥译师，藏传佛教后弘期高僧，佛经翻译家。
卓弥·释迦益希出生于西藏芒喀，当时正值藏传佛教后弘期之初，阿里王扎西孜巴（藏王俄松之孙）有三子因信仰佛法，便请洛敦·多杰旺秀（喇钦·贡巴饶赛的弟子、卫藏十人之一）派门徒前往拉堆（今昂仁一带）建立僧团，释迦益希便于此时出家为僧。此后他由扎西孜巴派遣至尼泊尔、印度学法。他曾在尼泊尔学梵文，后前往印度超戒寺修习，又在印度东部专修密法，并得道果教授。回藏后他翻译佛经、弘扬佛法，其弟子包括萨迦派创始人贡却杰布、噶举派创始人玛尔巴等人。